# Acalyptonotus neoviolaceus
Acalyptonotus neoviolaceus är en kvalsterart som beskrevs av Smith 1983. Acalyptonotus neoviolaceus ingår i släktet Acalyptonotus och familjen Acalyptonotidae. Inga underarter finns listade i Catalogue of Life.